# Abydos (Egypt)

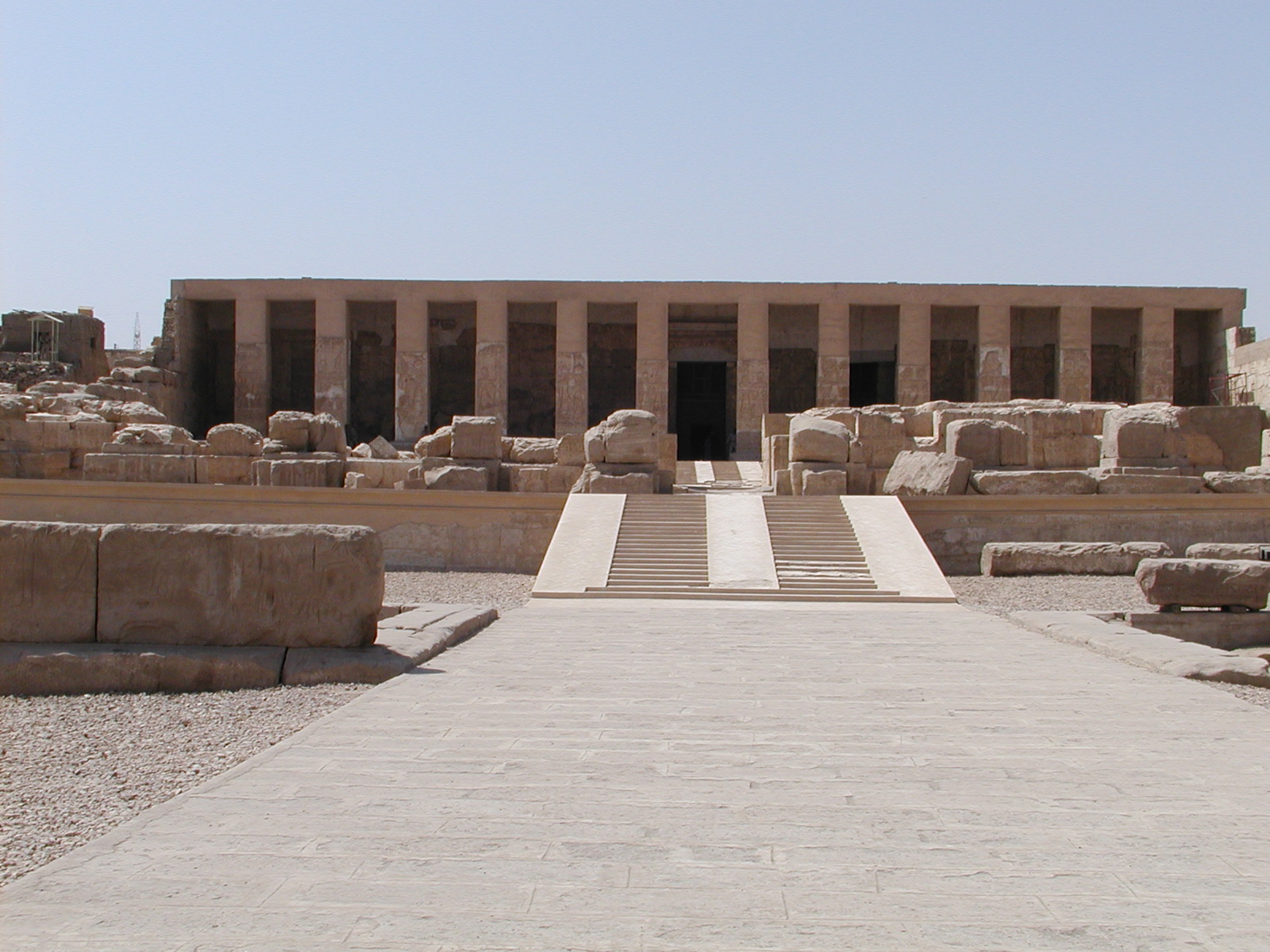
Chrám v Abydu

Abydos (řec. Αβυδος, správněji Abýdos[zdroj⁠?!], egyptsky Ab(i)džu, dříve přepisováno také jako Ebózev) je archeologická lokalita v Egyptě na západním břehu Nilu v dnešní arabské vesnici el-Arába el-Medfúna a jejím okolí asi 100 km severozápadně od Luxoru. Jedná se o tzv. národní hřbitov starých Egypťanů, jedno z nejvýznamnějších náboženských center starověkého Egypta, spojené od doby 12. dynastie s kultem boha Usira. V jeho blízkosti se nacházelo dodnes nelokalizované město Cenej (Cinew), první hlavní město starověkého Egypta.

## Osídlení
Lokalita byla osídlena od pravěku, v jeho závěru zde vzniklo město v centru s chrámem boha Chentiimentiua, který byl původním zde uctívaným bohem.